# Lissotrochus curvatus
Lissotrochus curvatus är en korallart som beskrevs av Stephen D. Cairns 2004. Lissotrochus curvatus ingår i släktet Lissotrochus och familjen Turbinoliidae. Inga underarter finns listade i Catalogue of Life.